# Robert Picardo
Robert Picardo est un acteur et scénariste américain, né le 27 octobre 1953 à Philadelphie (Pennsylvanie). Il est surtout connu pour son rôle sympathique du docteur holographique de la série Star Trek: Voyager de 1995 à 2001, il a aussi interprété le docteur dans le film Star Trek : Premier Contact en 1996. Et en 1997, il a été le docteur Lewis Zimmerman dans la série Star Trek: Deep Space Nine. Il reprendra aussi ce rôle dans la nouvelle série Star Trek: Renegades en 2015. Grand ami du réalisateur Joe Dante avec Dick Miller, il apparait dans la plupart de ses films notamment pour les rôles mémorables du Cowboy dans L'Aventure intérieure et du directeur Forster dans Gremlins 2
Il fera également une apparition dans le mode Zombie du jeu Call of Duty: Black Ops III.
Il a aussi incarné le rôle de Richard Woolsey dans la série Stargate SG-1 et dans les deux séries spin-off Stargate Atlantis et Stargate Universe.

## Filmographie

### Acteur

#### Années 1970
- 1975 : Doubletalk
- 1976 : Theatre of the Absurd: Luigi Pirandello, Six Characters in Search of an Author (vidéo)

#### Années 1980
- 1980 : The Dream Merchants (TV) : Mark Kessler
- 1981 : Hurlements (The Howling) : Eddie Quist
- 1981 : The Violation of Sarah McDavid (TV) : Scott Crowell
- 1981 : Golden Gate (TV)
- 1982 : Lois Gibbs and the Love Canal (TV) : Larry McGuinness
- 1983 : Dixie: Changing Habits (TV) : Harry Meadows
- 1983 : The Other Woman (TV) : Chuchi
- 1983 : Steambath (série télévisée) : Rod Tandy
- 1983 : Get Crazy de Allan Arkush : O'Connell
- 1983 : Star 80 : Interviewer
- 1984 : Oh, God! You Devil! de Paul Bogart : Joe Ortiz
- 1985 : Explorers : Starkiller / Wak / Wak and Neek's Father
- 1985 : Legend : Meg Mucklebones
- 1986 : À fond la fac (Back to School) : Giorgio
- 1987 : Munchies : Bob Marvalle
- 1987 : Les Roses rouges de l'espoir (Roses Are for the Rich) (TV) : Durant
- 1987 : L'Aventure intérieure (Innerspace) : The Cowboy
- 1987 : Bates Motel (TV) : Dr Goodman
- 1987 : Le Naufragé des étoiles (TV) : Agent Richard Morse
- 1987 : Cheeseburger film sandwich (Amazon Women on the Moon) : Rick Raddnitz (sketch Roast Your Loved One)
- 1987 : Private Eye de Mark Tinker (téléfilm) : Eddie Rosen
- 1988 : China Beach (TV) : Dr Dick Richard
- 1988 : China Beach (série télévisée) : Dr Dick Richard
- 1988 : Sur le fil du scalpel : Dr Carlos Battera
- 1988 : Flic ou Zombie (Dead Heat) : Lieutenant Herzog
- 1989 : Mannequin sous haute protection (The Cover Girl and the Cop) (TV) : Denise's date
- 1989 : Les Banlieusards (The `burbs) : Joe, Garbageman #2
- 1989 : 976-EVIL (en) de Robert Englund : Mark Dark
- 1989 : Loverboy de Geoffrey Wright : Reed Palmer

#### Années 1990
- 1990 : Total Recall (Total Recall) : Voice of Johnnycab (voix)
- 1990 : Gremlins 2 : La Nouvelle Génération : Forster
- 1991 : Frame Up : Frank Govers
- 1991 : L.A. Story : Voicephone (voix)
- 1991 : Motorama : Jerry, le policier
- 1991 : She Says She's Innocent (TV) : Dr Gilmore
- 1992 : A Murderous Affair: The Carolyn Warmus Story (TV) : David Lewis
- 1992 : Deadly Matrimony (TV) : Prosecutor
- 1992 : Samantha (en) : Neil Otto / M.. Samantha
- 1993 : Panic sur Florida Beach (Matinee) : Howard, the Theater Manager
- 1993 : Fatal Deception: Mrs. Lee Harvey Oswald (TV) : David Lifton
- 1994 : Revenge of the Nerds IV: Nerds in Love (TV) : Chad Penrod
- 1994 : White Mile (TV) : Tom Horton
- 1994 : Runaway Daughters (TV) : M.. Cahn
- 1994 : Pionniers malgré eux (Wagons East) : Ben Wheeler
- 1994 : Richard au pays des livres magiques (The Pagemaster) : Pirate (voix)
- 1995 : E/R (TV) : Abraham Zimble Saison 2 - Épisode 6 "Days like this"
- 1995 : Ripple
- 1995 : Star Trek: Voyager (série TV) : Le docteur HMU
- 1995 : Short Pfuse (TV) : Pfish
- 1995 : Out There (TV) : Walter Danverstein
- 1996 : Menno's Mind (en) de Jon Kroll (en) : Senator Taylor
- 1996 : Star Trek : Premier Contact (Star Trek: First Contact) : Le docteur HMU
- 1996 : Star Trek: Deep Space Nine (série TV) : Dr Zimmerman
- 1997 : Women Without Implants
- 1997 : The Second Civil War (TV) : Godfrey
- 1997 : Pfish and Chip (TV) : Pfish
- 1997 : Demain à la Une  "La foi" : le docteur Noah Adams
- 1998 : Small Soldiers : Ralph, Clean Room Technician
- 1998 : Archibald the Rainbow Painter : Dr Kurtz
- 1998 : Sept jours pour agir : Maj. Michael McGrath Épisode 14 Saison 3
- 1998 : Au-delà du réel : L'aventure continue (The Outer limits) (série télévisée) : Emmet Harley (Épisode 4.19 :Sarcophage).
- 1999 : Ally McBeal (saison 2, épisode 22) : Barry Philbrick

#### Années 2000
- 2000 : Slice of Life : L'Homme
- 2000 : The Amati Girls : Médecin de Grace
- 2002 : Until Morning : Brad Scott
- 2003 : The Lyon's Den (en) (TV) : Lieutenant de police
- 2003 : Les Looney Tunes passent à l'action (Looney Tunes: Back in Action) : Vice-président d'ACME aux questions rhétoriques
- 2003 : Roddenberry on Patrol (vidéo) : Docteur
- 2004 : Star Trek: The Experience - Borg Invasion 4D : Le Docteur
- 2006 et 2007 : Stargate SG-1 : Richard Woolsey (saison 7,9 et 10)
- 2005 : Les 4400 (TV) :  Trent Appelbaum
- 2005 : Shockwave
- 2006 : Love Hollywood Style : George
- 2006 : Newport Beach : Bill Merriam
- 2007 : Ben 10 : Course contre-la-montre : Principal White
- 2008 : Smallville (TV) : Edward Teague
- 2008 et 2009 : Stargate Atlantis : Richard Woolsey (saison 3,4 et 5)
- 2009 : Chuck (TV) : Dr. Howard Busgang (saison 2, épisode 16)
- 2009 et 2010 : Castle : Médecin-légiste Clark Murray (2 épisodes - saison 1 et saison 2)

#### Années 2010
- 2010 : Super Hero Family : M. Lance (épisode 18)
- 2010 : Supernatural : Wayne Whitaker, Jr. / Leprechaun
- 2011 : Stargate Universe : Richard Woolsey [1]
- 2011 : Beethoven sauve Noël (Beethoven's Christmas Adventure) (TV) : Smirch
- 2011 : Mega Shark vs. Crocosaurus : Amiral Calvin
- 2011 : Body of Proof : Henry Pedroni (saison 2, épisode 14)
- 2012 : La Loi selon Harry : Dr en Psychologie (saison 2, épisode 11)
- 2012 : Atlas Shrugged: Part II de John Putch : Dr Robert Stadler
- 2013 : Mentalist : Jason Cooper (saisons 4 et 5)
- 2013 : Perception : A.Z. Weyland (saison 2, épisode 2)
- 2013 : Jessie : Cyril Lipton (saison 2, épisode 13)
- 2014 : Bones : Dr Rozran (saison 9, épisode 15)
- 2014 : Age of Extinction : Général Magowan
- 2016 : Ave, César ! (Hail, Caesar!) de Joel et Ethan Coen : Rabbi
- 2017 : Lucifer : Yuri (saison 2, épisode 4)
- 2017 : The Orville (série télévisée) : Ildis Kitan, pére du Lieutenant Alara Kitan : (saison 1, épisode 10) (saison 2, épisode 3)
- 2018 : Grey's Anatomy : Mr. Nellingan (saison 14, épisodes 6 et 11)

#### Années 2020
- 2022 : Avoue, Fletch (Confess, Fletch) : le Comte de Grassi
- 2023 : NCIS : Enquêtes spéciales : Dale Harding (saison 20, épisode 10)
- 2023 : Code Quantum : Dr. Edwin Woolsey
- 2024 : Young  Sheldon :  Pr Salzman (saison 7, épisode 2)

### Scénariste
- 2000 : Slice of Life

## Voix françaises
En France, Robert Picardo est doublé par plusieurs comédiens. Parmi les plus fréquents, il y a Bernard Alane,, Julien Thomast,, Philippe Catoire, et Philippe Dumond qui l'ont doublé respectivement à cinq, quatre et trois reprises. Georges Caudron, Roland Timsit et Michel Papineschi l'ont également doublé à deux reprises chacun.